# Веб-приложение
Веб-приложение — клиент-серверное приложение, в котором клиент взаимодействует с веб-сервером при помощи браузера. Логика веб-приложения распределена между сервером и клиентом, хранение данных осуществляется преимущественно на сервере, обмен информацией происходит по сети. Одним из преимуществ такого подхода является тот факт, что клиенты не зависят от конкретной операционной системы пользователя, поэтому веб-приложения являются межплатформенными службами.
Веб-приложения стали широко использоваться в конце 1990-х — начале 2000-х годов.

## Технические особенности
Существенное преимущество построения веб-приложений для поддержки стандартных функций браузера заключается в том, что функции должны выполняться независимо от операционной системы данного клиента. Вместо того, чтобы писать различные версии для Microsoft Windows, Mac OS X, GNU/Linux и других операционных систем, приложение создаётся один раз для произвольно выбранной платформы и на ней разворачивается. Однако различная реализация, CSS, DOM и других спецификаций в браузерах может вызвать проблемы при разработке веб-приложений и последующей поддержке. Кроме того, возможность пользователя настраивать многие параметры браузера (например, размер шрифта, цвета, отключение поддержки сценариев) может препятствовать корректной работе приложения.
Другой (менее универсальный) подход заключается в использовании Adobe Flash, Silverlight или Java-апплетов для полной или частичной реализации пользовательского интерфейса. Поскольку большинство браузеров поддерживает эти технологии (как правило, с помощью плагинов), Flash- или Java-приложения могут выполняться с легкостью. Так как они предоставляют программисту больший контроль над интерфейсом, они способны обходить многие несовместимости в конфигурациях браузеров, хотя несовместимость между Java- или Flash-реализациями на стороне клиента может приводить к различным осложнениям.
На 2015 год технологию Adobe Flash не поддерживают Chrome, Safari, и другие популярные браузеры.
В связи с архитектурным сходством с традиционными клиент-серверными приложениями, в некотором роде «толстыми» клиентами, существуют споры относительно корректности отнесения подобных систем к веб-приложениям; альтернативный термин «полнофункциональное приложение интернета» (англ. Rich Internet Applications).

## Архитектура веб-приложений
Веб-приложение состоит из клиентской и серверной частей, тем самым реализуя технологию «клиент-сервер».
Клиентская часть реализует пользовательский интерфейс, формирует запросы к серверу и обрабатывает ответы от него.
Серверная часть получает запрос от клиента, выполняет вычисления, после этого формирует веб-страницу и отправляет её клиенту по сети с использованием протокола HTTP.
Само веб-приложение может выступать в качестве клиента других служб, например, базы данных или другого веб-приложения, расположенного на другом сервере. Ярким примером веб-приложения является система управления содержимым статей Википедии: множество её участников может принимать участие в создании сетевой энциклопедии, используя для этого браузеры своих операционных систем (будь то Microsoft Windows, GNU/Linux или любая другая операционная система) и не загружая дополнительных исполняемых модулей для работы с базой данных статей.
В настоящее время набирает популярность новый подход к разработке веб-приложений, называемый Ajax. При использовании Ajax страницы веб-приложения не перезагружаются целиком, а лишь догружают необходимые данные с сервера, что делает их более интерактивными и производительными.
Также в последнее время набирает большую популярность технология WebSocket, которая не требует постоянных запросов от клиента к серверу, а создает двунаправленное соединение, при котором сервер может отправлять данные клиенту без запроса от последнего. Таким образом появляется возможность динамически управлять контентом в режиме реального времени.
Для создания веб-приложений на стороне сервера используются разнообразные технологии и любые языки программирования:
| Название      | Лицензия      | Веб-сервер                       |
| ------------- | ------------- | -------------------------------- |
| ASP           | проприетарная | специализированный               |
| ASP.NET       | проприетарная | специализированный               |
| C/C++         | свободная     | практически любой                |
| Java          | свободная     | множество, в том числе свободных |
| Perl          | свободная     | практически любой                |
| PHP           | свободная     | практически любой                |
| Python        | свободная     | практически любой                |
| Ruby          | свободная     | практически любой                |
| Nodejs        | MIT License   | собственный                      |
| ASP.NET vNext | Apache 2      | практически любой                |
| Go            | свободная     | практически любой                |

На стороне клиента используется:
- Для реализации GUI
  - HTML, XHTML
  - CSS
- Для формирования запросов, создания интерактивного и независимого от браузера интерфейса:
  - ActiveX
  - Adobe Flash, Adobe Flex
  - Java
  - JavaScript
  - Silverlight